# Ennemi public
Ennemi public is een Belgische Franstalige televisieserie uit 2016, geregisseerd door Matthieu Frances en Gary Seghers en geschreven door Antoine Bours, Fred Castadot, Gilles de Voghel, Matthieu Frances en Christopher Yates.

## Verhaal
Vijfvoudige kindermoordenaar Guy Béranger wordt na 20 jaar voorwaardelijk vrijgelaten uit de gevangenis en overgebracht naar de abdij van Vielsart, een klein dorpje in de Ardennen. Zijn komst zorgt voor grote opschudding bij de plaatselijke bevolking en de Brusselse politie-inspecteur Chloé Muller wordt meegestuurd om hem te begeleiden. Kort na zijn aankomst verdwijnt een meisje en wordt de dag nadien dood teruggevonden. De bewoners zijn ervan overtuigd dat Béranger weer toegeslagen heeft en Chloé Muller moet de zaak samen met de plaatselijke politie verder onderzoeken.

## Rolverdeling
- Stéphanie Blanchoud : Chloé Muller
- Jean-Jacques Rausin : Michael Charlier
- Clément Manuel : Lucas Stassart
- Angelo Bison : Guy Béranger
- Philippe Jeusette : Patrick Stassart
- Laura Sépul : Judith Stassart
- Vincent Londez : Vincent Stassart
- Daniel Hanssens : frère Joseph, le prieur
- Laurent Caron: frère Thomas
- François Neycken : Fred
- Jean-Claude Dubiez : Michel Henrart
- Éric Godon : Étienne Gomez
- Olivier Bonjour : Eddy
- Blaise Ludik : Grégoire Malempré
- Sylvain Dai : Baptiste
- Jeanne Dandoy : Lana
- Emylie Buxin : Jessica Muller (enfant)
- Anthony Foladore : Nino
- Adonis Danieletto : l'agent du PTS
- Michel Israël : abbé Mertens
- Dominique Grosjean : Marianne
- Pili Groyne : Amélia Charlier
- Pauline Étienne : Jessica
- Eric Larcin : Jean de Coster
- Kris Cuppens : Koen Van Assche

## Afleveringen
| Afleveringen | Afleveringen         | Uitzenddatum |
| ------------ | -------------------- | ------------ |
| 1            | La Brebis égarée     | 1 mei 2016   |
| 2            | La Marque de la bête | 1 mei 2016   |
| 3            | Les Fausses Idoles   | 8 mei 2016   |
| 4            | Le Bon Berger        | 8 mei 2016   |
| 5            | Frères de sang       | 15 mei 2016  |
| 6            | L'Alliance           | 15 mei 2016  |
| 7            | Le Puits des Âmes    | 22 mei 2016  |
| 8            | Agnus Dei            | 22 mei 2016  |
| 9            | Tu ne tueras point   | 29 mei 2016  |
| 10           | Le Jugement dernier  | 29 mei 2016  |

## Productie
De serie werd gemaakt op initiatief van het Fonds FWB-RTBF, een samenwerking van RTBF en de Franse Gemeenschap nadat ze ook al de televisieserie La trêve gerealiseerd hadden. Het budget van elke aflevering was circa 290.000 euro.
De serie kreeg positieve kritieken van de Franstalige pers en het publiek en won drie internationale onderscheidingen, de Coup de coeur-prijs op de MipDrama Awards in Cannes, de prijs voor beste acteur voor Angelo Bison op het Festival Séries Mania in Parijs en een eervolle vermelding op de Prix Europa in Berlijn.
De filmopnamen liepen van oktober tot einde december 2015 verspreid over verschillende locaties in Wallonië, in een herberg in Nollevaux (in de buurt van Paliseul), in Daverdisse (ten westen van de provincie Luxemburg), in de Abdij van Marche-les-Dames (voor de buitenopnamen van de abdij), het huis Stassart in Thirimont (Weismes), in de Ardense bossen in de buurt van Bertrix, Paliseul en Libramont en in de abdij van Val-Dieu (binnenopnamen).